# Sonat Vox

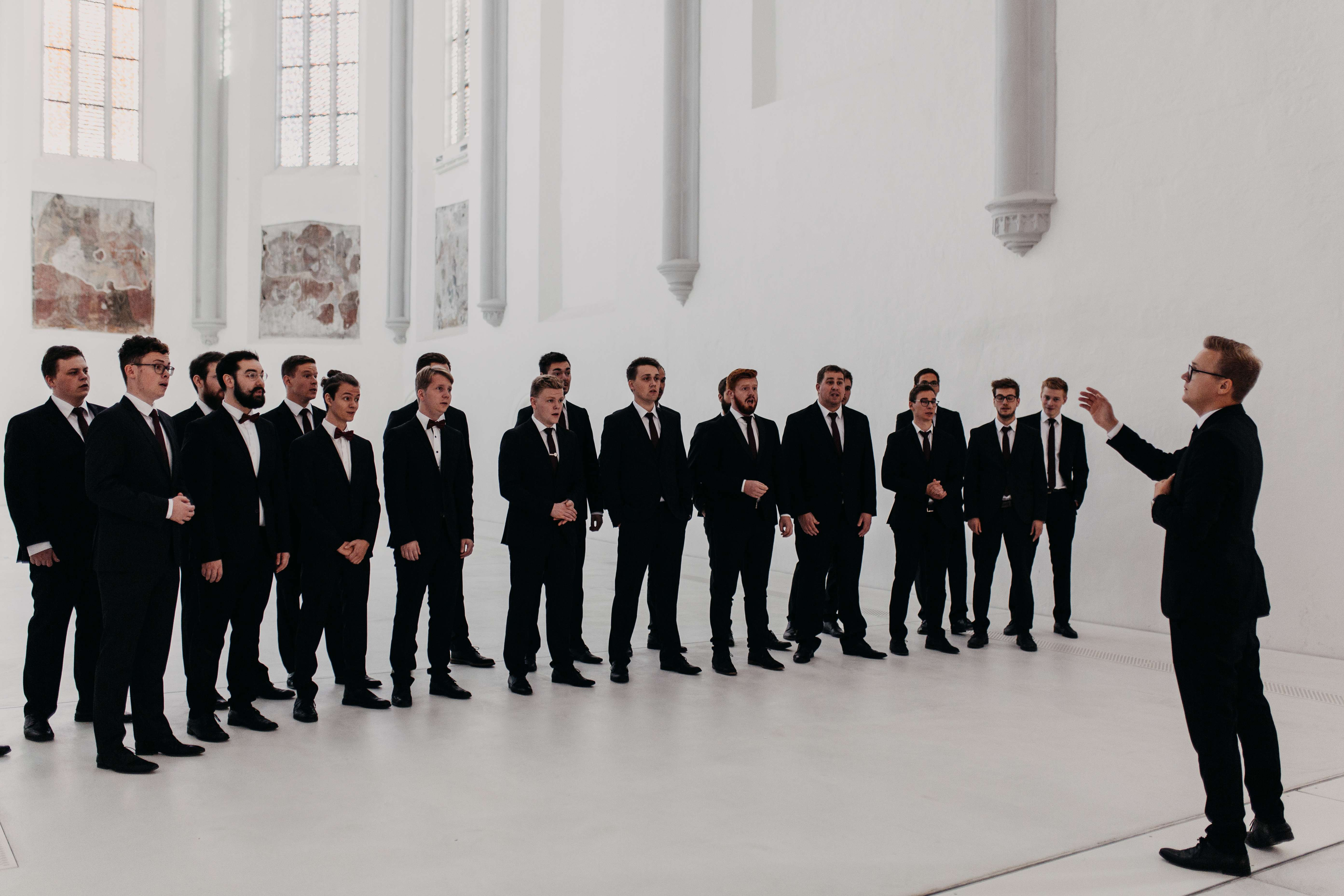
Sonat Vox, Leitung: Justus Merkel; Foto: Foxografie (2021)

Sonat Vox ist ein deutsches Männerstimmenensemble. Neben für einen Männerchor klassischen Bässen und Tenören verfügt der Chor auch über Altusstimmen. Dies ermöglicht ein breites Repertoire von Renaissance bis zur Moderne. Die Leitung obliegt Justus Merkel.

## Geschichte
Sonat Vox wurde im Jahr 2015 von Justus Merkel gegründet und besteht zum Großteil aus ehemaligen Mitgliedern des Windsbacher Knabenchores. 2016 erreichte das Ensemble beim Männerchorfestival Limburg den 1. Platz in der Kategorie Männerchöre sowie den Sonderpreis des hessischen Ministerpräsidenten. Beim Deutschen Chorwettbewerb des deutschen Musikrates erreichte Sonat Vox im Mai 2018 den 1. Platz. Im Oktober 2019 unternahm der Chor seine erste große Auslandsreise nach Großbritannien. Im März 2021 gewann das Ensemble bei einer coronabedingten BR-Klassik-Choraktion eine CD-Produktion mit dem BR im Rahmen eines Jurypreises. Im Juni 2022 gewann Sonat Vox beim international renommierten Kammerchor-Wettbewerb Marktoberdorf den 1. Preis in der Kategorie B: Gleiche Stimmen Leistungsstufe 1 sowie 3 Sonderpreise für verschiedene Leistungen.

## Aufnahmen
- Ubi Caritas Et Amor Deus Ibi Est, 2017, Bauerstudios Ludwigsburg
- Lasst uns lauschen, 2019, Bauerstudios Ludwigsburg
- Klang der Verbundenheit, 2023, Bauerstudios Ludwigsburg